# Achalgori (plaats)
Achalgori (Georgisch: ახალგორი; Russisch: Ахалгори) of Leningor (Ossetisch:Ленингор; Georgisch: ლენინგორი, Leningori; Russisch: Ленингори, Leningori) is een 'nederzetting met stedelijk karakter' in het zuidoosten van de Georgische afscheidingsregio Zuid-Ossetië met 1.033 inwoners (2015). Het is het bestuurlijk centrum van het Zuid-Osseetse district Leningor alsmede van de Georgische de jure gemeente Achalgori.
Voor de Georgische autoriteiten ligt Achalgori in de regio Mtscheta-Mtianeti. Achalgori ligt op een hoogte van ongeveer 820 meter boven zeeniveau aan de voet van het Lomisigebergte op de linkeroever van de Ksani, een linkerzijrivier van de Mtkvari. Achalgori is het centrum van de Georgische gemeenschap in Zuid-Ossetië.

## Geschiedenis

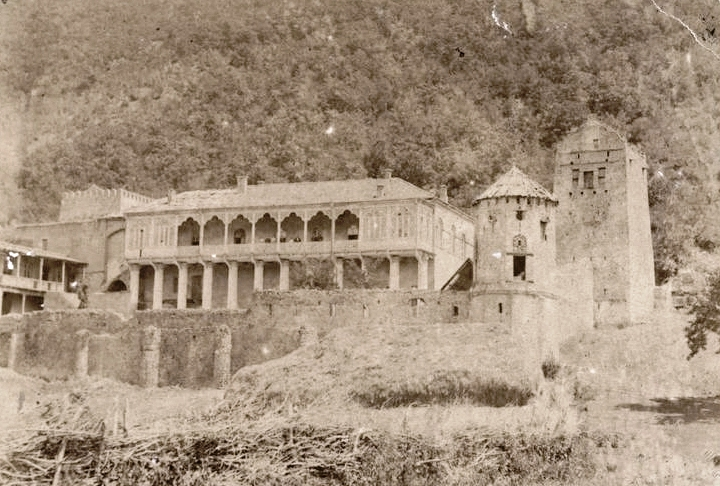
Paleis van de Eristavi van Ksani

De naam Achalgori is afgeleid van de Georgische woorden voor "nieuw" (ახალი, achali) en "heuvel" of "berg" (გორა, gora), en moet worden gelezen als Nieuw Gori. In de omgeving zijn prehistorische vondsten gedaan uit het neolithicum van menselijke bewoning, en er zijn rijke grafschatten uit de vroege middeleeuwen opgegraven.
Achalgori was vanaf de late middeleeuwen een belangrijke gefortificeerde plaats in het hertogdom Ksani (saeristavo), dat in 1569 door Simon I van Kartlië ingelijfd werd. In de 17e en 18e eeuw was Achalgori een belangrijke handelsplaats in het hertogdom. Al in de late middeleeuwen had Achalgori een gemengd Armeens-Georgische bevolking, dat in latere eeuwen zo bleef. In de 19e en begin 20e eeuw had Achalgori een Armeense meerderheid. Achalgori werd in 1922 ondanks de Georgische en Armeense bevolking toch in de Zuid-Ossetische Autonome Oblast opgenomen.
Rond 1935 werd Achalgori vernoemd naar Vladimir Lenin en kreeg het de naam Leningor(i). Tijdens de industrialisatie onder het Sovjetregime kwamen er wijn- en vruchtensapfabrieken, en een filiaal van de naaifabriek van Tbilisi. In 1960 werd Leningor een 'nederzetting met stedelijk karakter' (Georgisch: დაბა, daba). In 1991 werd bij het de-Sovjetiseren van toponiemen de naam Achalgori hersteld door de Georgische autoriteiten. De Zuid-Ossetische de facto autoriteiten hielden de naam Leningor aan.

### Georgisch-Osseets conflict
Na de burgeroorlog in 1991-1992 behielden de Georgische autoriteiten het gezag over Achalgori. Het bleef tijdens periodiek oplopende spanningen en geweld in het Georgisch-Ossetisch conflict betrekkelijk buiten schot. De Russisch-Georgische Oorlog in 2008 betekende het einde van de Georgische controle over Achalgori en had een gedeeltelijke uittocht van de bevolking tot gevolg. De achtergebleven Georgische gemeenschap heeft sindsdien te maken met verder ingeperkte burgerrechten, zoals taalrechten en het reizen naar Georgisch gecontroleerd gebied voor onderwijs, medische zorg of sociaal bezoek.
De situatie leidde tot het vertrek van etnisch Georgiërs uit de stad en het gebied, hiertoe gestimuleerd door de Zuid-Osseetse autoriteiten en hun 'Familie Hereniging Programma'. Met dit programma worden Georgiërs verleidt tot vertrek naar Georgisch gecontroleerd gebied, waarbij ze dan afstand moeten doen van onroerend bezit in Zuid-Ossetië en recht op terugkeer.

## Demografie
Volgens de volkstelling van 2015 door Zuid-Ossetië uitgevoerd had Achalgori / Leningor 1.033 inwoners. De etnische samenstelling is niet bekend: Zuid-Ossetië publiceert deze gegevens niet op plaatsniveau, maar zal in meerderheid uit Georgiërs bestaan. Achalgori is het centrum van de overgebleven Georgische gemeenschap in Zuid-Ossetie, en 56% van de inwoners in het district is Georgisch. Achalgori was eerder een dominant Armeens bevolkte stad.
| Bevolking van Achalgori / Leningor                                                                                    | Bevolking van Achalgori / Leningor | Bevolking van Achalgori / Leningor | Bevolking van Achalgori / Leningor | Bevolking van Achalgori / Leningor | Bevolking van Achalgori / Leningor | Bevolking van Achalgori / Leningor | Bevolking van Achalgori / Leningor | Bevolking van Achalgori / Leningor | Bevolking van Achalgori / Leningor |
| Jaar | 1886                               | 1923                               | 1939                               | 1959                               | 1970                               | 1979                               | 1989                               | 2002                               | 2015                               |
| --- | ---------------------------------- | ---------------------------------- | ---------------------------------- | ---------------------------------- | ---------------------------------- | ---------------------------------- | ---------------------------------- | ---------------------------------- | ---------------------------------- |
| Aantal | 634                                | 640                                | 1.413                              | 1.573                              | 1.917                              | 2.216                              | 2.705                              | 2.449                              | 1.033                              |
| |                                    |                                    |                                    |                                    |                                    |                                    |                                    |                                    |                                    |
| Georgiërs | 9,5 %                              | 15,5 %                             | 23,6 %                             | -                                  | 48,3 %                             | 60,1 %                             | 61,0 %                             | 83,6 %                             | -                                  |
| Osseten | 0,1 %                              | 0 %                                | 33,1 %                             | -                                  | 31,7 %                             | 31,5 %                             | 32,3 %                             | 14,7 %                             | -                                  |
| Armeniërs | 90,4 %                             | 84,4 %                             | 40,1 %                             | -                                  | 18,3 %                             | 6,7 %                              | 5,0 %                              | 1,1 %                              | -                                  |
| Verantwoording data: 1886, 1923, 1939-1989, etnische samenstelling 1970, 1979, 2002. Zuid-Osseetse volkstelling 2015. |                                    |                                    |                                    |                                    |                                    |                                    |                                    |                                    |                                    |

## Bezienswaardigheden

Paleis van de Eristavi van Ksani

Achalgori is niet regulier toegankelijk vanaf centraal gecontroleerd Georgië, maar kent desalniettemin een historische bezienswaardigheid: het paleis van de Eristavi van Ksani.

## Vervoer
De Georgische nationale route Sh28 is vanaf Georgisch gecontroleerd gebied de toegangsweg naar Achalgori, die begint als afslag van de S1 (E60). Dit is tevens centrale weg in het district stroomopwaarts langs de Ksani rivier tot het dorp Largvisi. Er is echter geen regulier doorgaand verkeer mogelijk over de feitelijke Zuid-Osseetse grens. De controlepost in de weg net ten zuiden van Achalgori wordt sinds september 2019 vrijwel permanent gesloten gehouden door de Zuid-Osseetse zijde, op een enkele uitzondering na omgeven met speciale regels. Vanaf Achalgori is een rechtstreekse verbinding van 62 kilometer met hoofdstad Tschinvali, door het Charoelagebergte.